# VolleyLigaen 2012-2013 (femminile)
La VolleyLigaen danese di pallavolo femminile 2012-2013 si è svolta dal 9 ottobre 2012 al 9 aprile 2013: al torneo hanno partecipato 8 squadre di club danesi e la vittoria finale è andata per la quattordicesima volta, la seconda consecutiva, all'Holte IF Volleyball.

## Regolamento
Il campionato si è svolto con una prima fase dove le otto squadre si sono incontrate in un girone all'italiana sfidandosi per tre volte, per un totale di ventuno giornate. Al termine della regular season, le prime quattro classificate hanno partecipato ai play-off scudetto strutturati in semifinali, finali per il terzo posto e finali; l'ultima classificata è retrocessa in 1 Division.

## Squadre partecipanti
- Aarhus
- Bedsted KFUM
- Brøndby
- Frederiksberg
- Gentofte
- Holte
- Lyngby Volley
- Fortuna Odense

## Torneo

### Regular season

#### Classifica
| Pos. | Squadra        | Pt | G  | V  | P  | SV | SP | Ratio | PF   | PS   | Ratio |
| ---- | -------------- | -- | -- | -- | -- | -- | -- | ----- | ---- | ---- | ----- |
| 1.   | Holte          | 58 | 21 | 19 | 2  | 60 | 10 | 6.000 | 1684 | 1216 | 1.384 |
| 2.   | Brøndby        | 51 | 21 | 17 | 4  | 53 | 18 | 2.944 | 1650 | 1275 | 1.294 |
| 3.   | Frederiksberg  | 47 | 21 | 15 | 6  | 50 | 29 | 1.724 | 1788 | 1570 | 1.138 |
| 4.   | Fortuna Odense | 44 | 21 | 14 | 7  | 49 | 27 | 1.814 | 1742 | 1512 | 1.152 |
| 5.   | Lyngby Volley  | 31 | 21 | 10 | 11 | 36 | 35 | 1.028 | 1508 | 1515 | 0.995 |
| 6.   | Aarhus         | 16 | 21 | 5  | 16 | 21 | 49 | 0.428 | 1389 | 1606 | 0.864 |
| 7.   | Gentofte       | 10 | 21 | 3  | 18 | 13 | 59 | 0.220 | 1249 | 1711 | 0.729 |
| 8.   | Bedsted KFUM   | 4  | 21 | 1  | 20 | 7  | 62 | 0.112 | 1075 | 1680 | 0.639 |

| Ammesse ai play-off scudetto |

### Play-off scudetto

#### Tabellone
|  | Semifinali     | Semifinali     | Semifinali     | Semifinali     | Semifinali | Semifinali | Semifinali |  |  | Finale  | Finale  | Finale  | Finale  | Finale | Finale | Finale |  |
|  |                |                |                |                |            |            |            |  |  |         |         |         |         |        |        |        |  |
|  | Holte          | Holte          | Holte          | Holte          | ?          | ?          | ?          |  |  |         |         |         |         |        |        |        |  |
|  | Fortuna Odense | Fortuna Odense | Fortuna Odense | Fortuna Odense | ?          | ?          | ?          |  |  | Holte   | Holte   | Holte   | Holte   | 3      | 3      | 3      |  |
|  | Brøndby        | Brøndby        | Brøndby        | Brøndby        | ?          | ?          | ?          |  |  | Brøndby | Brøndby | Brøndby | Brøndby | 0      | 0      | 2      |  |
|  | Frederiksberg  | Frederiksberg  | Frederiksberg  | Frederiksberg  | ?          | ?          | ?          |  |  |         |         |         |         |        |        |        |  |